# Higashi-ku (Nagoya)
Pour les articles homonymes, voir Higashi-ku.
Higashi (東区, Higashi-ku) est l'un des seize arrondissements de la ville de Nagoya au Japon. Il est situé au nord de la ville.
En 2016, sa population est de 78 236 habitants pour une superficie de 7,71 km2, ce qui fait une densité de population de 10 150 hab./km2.

## Histoire
L'arrondissement a été créé en 1908.

## Lieux notables
L'arrondissement abrite notamment le dôme de Nagoya, le centre d'art d'Aichi et le musée d'art Tokugawa.
On trouve aussi le siège de Radio-i, une radio bilingue anglais-japonais émettant dans la province d'Aichi.

## Transport publics
L'arrondissement est desservi par plusieurs lignes ferroviaires :
- les lignes Higashiyama, Sakura-dōri et Meijō du métro de Nagoya,
- la ligne Seto de la Meitetsu,
- la ligne Chūō de la JR Central.